# Triangle House
Il Triangle House è un grattacielo di Città del Capo in Sudafrica. 

## Storia
I lavori di costruzione dell'edificio, iniziati nel 1991, terminarono nel 1993 e costarono più di 6 milioni di dollari americani. Fu l'ultimo grattacielo a essere costruito a Città del Capo prima del completamento della Torre Portside nel 2014. L'edificio fu inizialmente noto come Safmarine House dal nome del suo primo occupante, la compagnia di trasporti marittimi sudafricana Safmarine.

## Descrizione
Alto 26 piani, raggiunge un'altezza di 104 metri, essendo pertanto il nono grattacielo più alto della città.
La pianta cruciforme dona ai vari ambienti abbondante illuminazione naturale, ventilazione e viste sulla città circostante. Gli esterni dell'edificio presentano un rivestimento prefabbricato in cemento e in granito levigato alla base. Tre differenti varietà di granito sono utilizzate nel rivestimento esterno.